# 케르눈노스

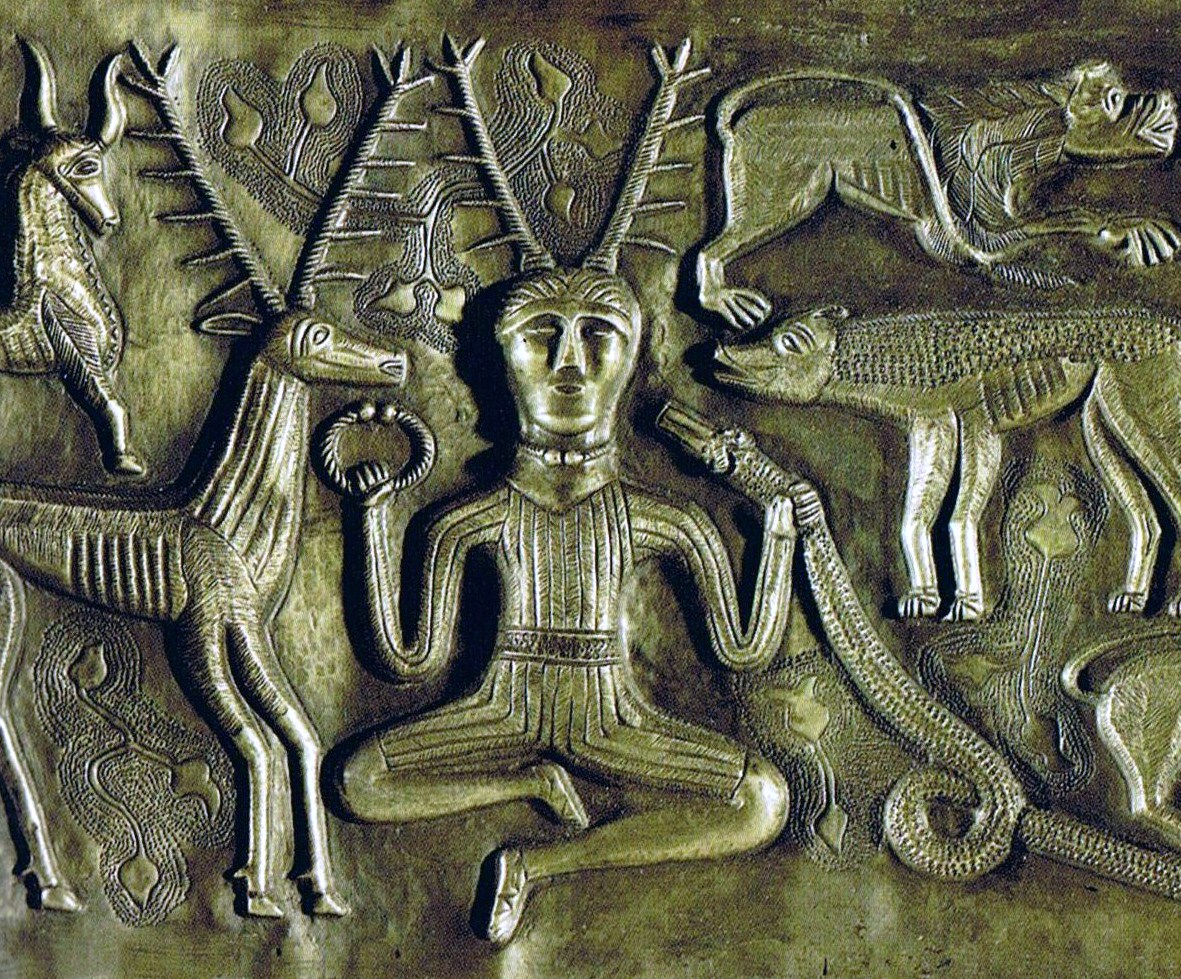
군데스트룹 가마솥의 케르눈노스 부조.

케르눈노스(Cernunnos)는 켈트 다신교에서 나타나는 "뿔 난 남신"을 가리키는 켈트학의 관습적인 이름이다. 케르눈노스라는 이름 자체는 1세기 유물인 뱃사람의 기둥에만 나타날 뿐이지만, 뿔 또는 가지진 뿔이 난 존재의 모습은 다른 곳에서도 익히 볼 수 있다. 이 존재는 가부좌를 틀고 앉았으며, 토크를 착용하거나 들고 있고, 동물들과 연관되는 경우가 많다.
이 신이 어떤 신인지 문헌상에는 남아있는 것이 아무것도 없다. 정확한 이름이 무엇인지, 켈트 종교에서 이 신의 숭배 또는 그 존재가 얼마나 중요한 위치를 차지하고 있었는지도 알 수 없다. 그를 자연의 신 또는 풍요의 신으로 해석하는 것은 어디까지나 추측에 의거한 것이다.

## 이름

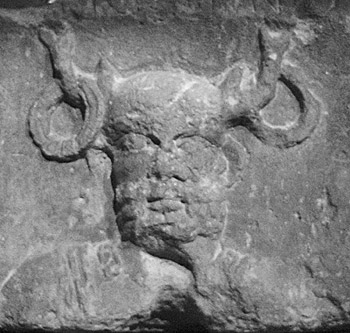
뱃사람의 기둥의 케르눈노스

"케[에]르눈노스"([C]ernunnos)라는 신명은 기원후 1세기 초의 갈로-로만 유물인 뱃사람의 기둥에 나타난다. 여기서 케르눈노스라는 이름은 수사슴의 뿔이 달려 있는 신의 이름으로 새겨져 있으며, 그 신의 뿔은 아직 덜 자란 상태이다. 뿔은 한 쌍이며, 양쪽 뿔에 모두 토크가 걸려 있다.
이 이름은 프랑스 에로 주 몽타냑에서 발견된 그리스어로 된 켈트 각석에 나타난 "카르노노스"(καρνονου)라는 이름과 비교된 바 있다. 또한 통속 라틴어의 형용사 중에 "뿔이 난"이라는 뜻의 "카르누아투스"(carnuātus)라는 표현이 발견된다.
갈리아어의 "카르논"(karnon)은 라틴어의 "코르누"(cornu) 및 *hurnaz, 영어의 "호른"(horn)과 어원이 같으며, 궁극적으로는 인도유럽조어 *k̑r̥no-에서 비롯되었다.
"뿔"을 뜻하는 어근 karn-은 대륙 켈트어군의 지류인 갈리아어와 갈라티아어에서 모두 발견된다. 알렉산드리아의 헤시키오스는 갈라티아어 낱말 "카르논"(κάρνον)에다가 "갈리아의 나팔"이라는 주석을 달았는데, 이것은 즉 철기 시대 켈트의 군사용 나팔인 카르닉스(κάρνυξ)를 이름이다. 테살로니카의 에우스타티우스는 이 관악기의 입이 동물 모양이라는 데 주목했다. 또한 이 어근은 켈트의 부족명에도 나타나는데, 대표적으로 카르누테스족(Carnutes)은 "뿔 난 자들"이라는 뜻이다. 그리고 금석문에서 발견되는 켈트의 인명("카르나루스", "카르나투스", "카르네올루스", "카르니우스", "카르니쿠스" 등)에서도 이 어근이 숱하게 발견된다.

## 금석학

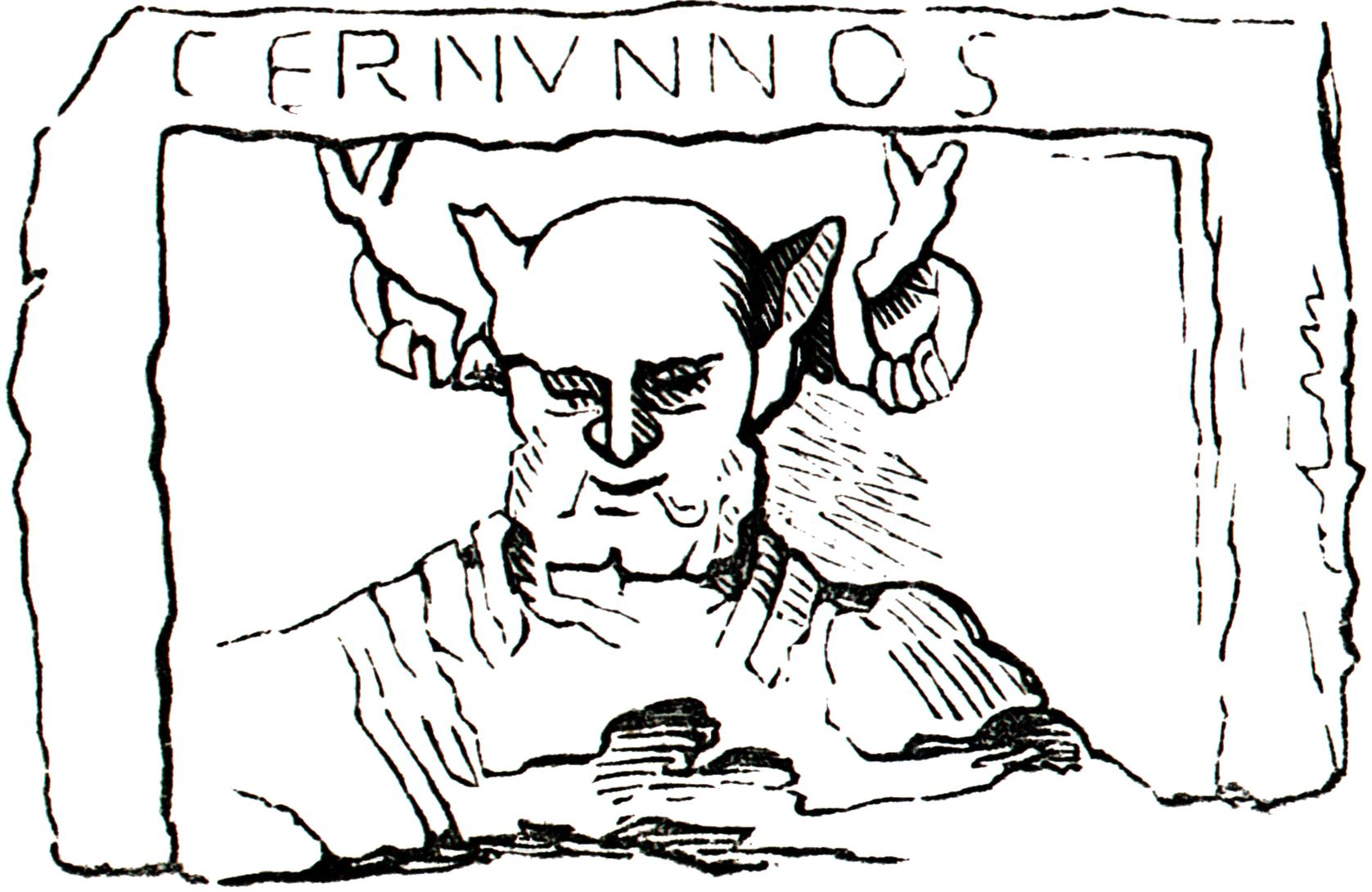
뱃사람의 기둥을 보고 그린, 1845년 책에 포함된 그림.

"케르눈노스"라는 이름은 뱃사람의 기둥에만 나타난다. 뱃사람의 기둥은 현재 파리의 국립중세박물관에 전시되어 있다. 기원후 14년경 갈리아의 뱃사람들이 만든 것으로 생각되는 이 기둥은, 1710년 노트르담 대성당의 토대 속에서 발견되었다. 이곳은 켈트 파리시족의 수도인 루테시아가 있던 곳이다. 이 독특한 돌기둥은 갈로-로만 종교의 중요한 유물이다. 이 기둥에는 유피테르, 불칸, 카스토르, 폴룩스 등의 로마 신들과 에수스, 스메르트리오스, 타르보스 트리가라누스 등의 갈리아 신들과 그 신들의 이름들이 박육조로 돋을새겨져 있다. 18세기에 이 기둥을 보고 그린 그림에서는 "케르눈노스"(Cernunnos)라는 이름을 분명히 알아볼 수 있으나, 현재에는 C가 지워져서 "에르눈노스"([_]ernunnos)라는 단어만 알아볼 수 있다.
켈트 트레베리족의 영토였던 현대 룩셈부르크에서 발견된 철판에 새겨진 글에서도 추가적인 증거를 얻을 수 있다. 이 금석문은 "데오 케르누인코"(Deo Ceruninco)라고 읽는데, "케르누인코스 신에게"라는 뜻인즉 같은 신을 가리키는 것으로 추측된다. 몽타냑에서 발견된 갈리아 금석문에는 "알레테이우스 카르노누 알리손테아스"(αλλετ[ει]υος καρνονου αλ[ι]σο[ντ]εας)라는 글이 새겨져 있는데, 이 중 마지막 단어는 마가목을 뜻하는 "알리시아"(alisia) 또는 바위를 뜻하는 "알리시이아"(Alisiia)에 뿌리를 둔 지명일 것으로 추측된다.

## 신이교주의

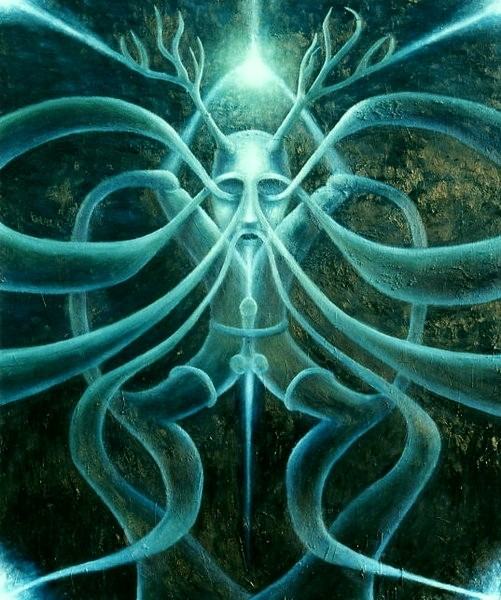

위카를 비롯한 여러 신이교주의에서는 뿔 난 남신을 숭배하는데, 이들이 숭배하는 뿔 난 남신은 다양한 문화의 여러 신들이 융합된 것이고, 그 중에는 케르눈노스도 포함되어 있다. 뿔 난 남신은 생명, 죽음, 그리고 재생의 계절 순환을 상징한다.
가드네리안 위카에서는 뿔 난 남신을 케르눈노스 또는 케르눈노라고 부르기도 한다.

## 같이 보기
- 사냥꾼 허른
- 뿔 난 남신